# Coelioxys alfkeni
Coelioxys alfkeni is een vliesvleugelig insect uit de familie Megachilidae. De wetenschappelijke naam van de soort is voor het eerst geldig gepubliceerd in 1946 door Popov.